# Parafia Najświętszej Maryi Panny Królowej Różańca Świętego w Boronowie
Parafia Najświętszej Maryi Panny Królowej Różańca Świętego w Boronowie – parafia rzymskokatolicka w Boronowie w dekanacie Sadów w diecezji gliwickiej.
Erygowana w roku 1868 przy zabytkowym kościele w miejscowości Boronów.
Parafia obejmuje swym zasięgiem gminę Boronów oraz miejscowość Niwy znajdująca się w gminie Woźniki. 
Parafia liczy 3250 katolików. Frekwencja na niedzielnych mszach św. w roku 2001 wynosiła 1822 osoby (na podstawie dwukrotnego liczenia w ciągu roku), w roku tym udzielono 84 958 Komunii Świętych.

## Historia parafii

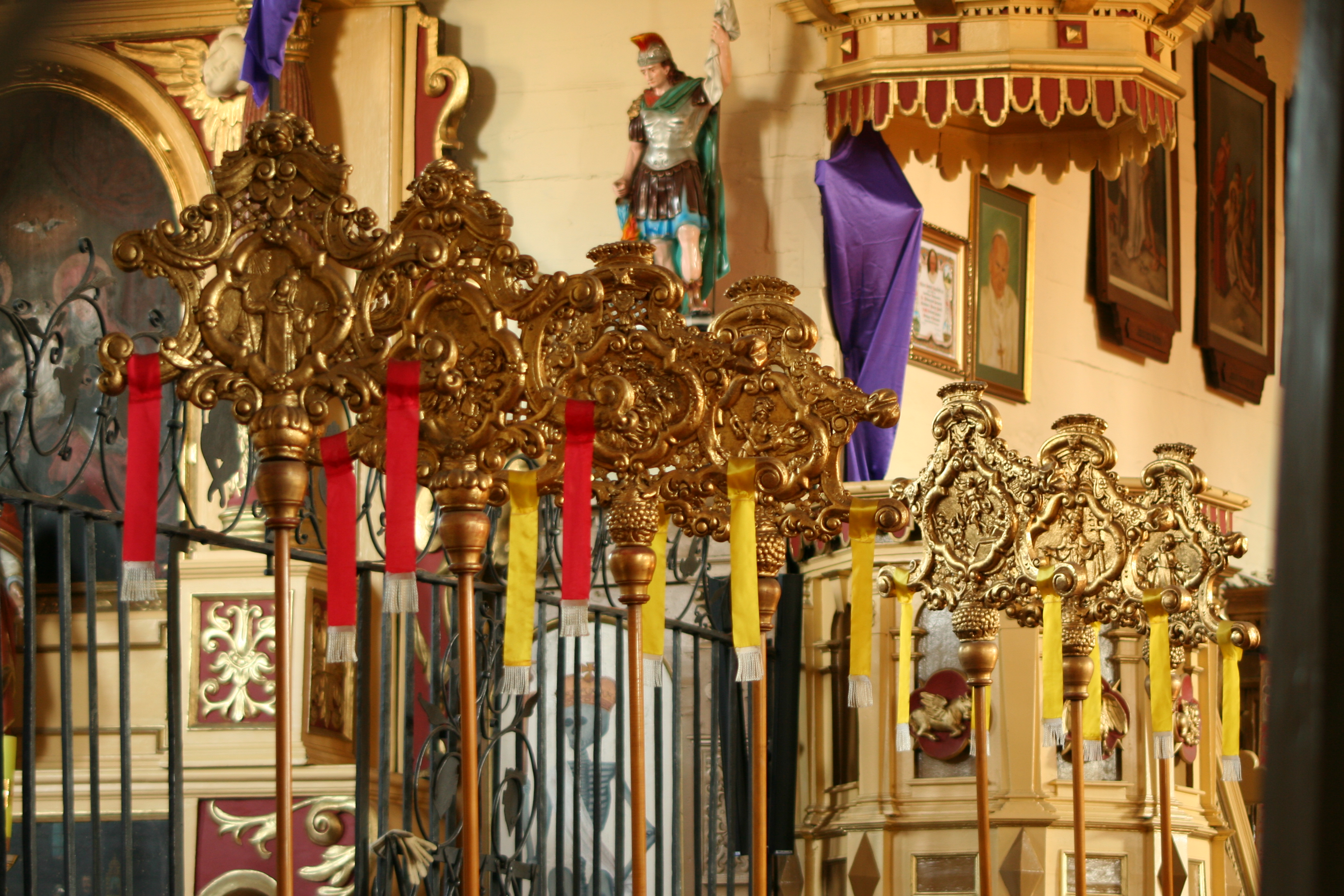
Faretrony Bractwa Różańcowego

Od 1755 roku (z przerwami) działa w niej Bractwo Różańcowe. W ciągu 10 lat od rozpoczęcia działalności do Księgi Bractwo złożyło swe podpisy 2000 wiernych z diecezji wrocławskiej i krakowskiej, w tym około 400 mieszkańców Boronowa.
W XVIII i XIX wieku pod kurację boronowska podlegały wioski i przysiółki: Boronów, Cielec, Czołka, Dembowagóra, Dolna Kuźnica, Grojec, Kotara, Kurzichowe, Łysagóra, Niwy, Sitki, Stare Huty, Szklana Huta.
18 stycznia 1868 roku po wizycie biskupa wrocławskiego Heinricha kuracja boronowska stała się samodzielna parafią.
W czasie Kulturkampfu w roku 1876 do Boronowa sprowadzony został przez księcia Hohenlohe, ówczesnego właściciela dóbr w Boronowie, ksiądz Rajmund Kenty. W Katoliku ks. Józef Koniecko wydał wówczas odezwę Do Boronowa, gdzie pisał, że msze odprawiane przez Kentego są świętokradzkie ze względu na to, że nie został mianowany proboszczem przez biskupa. Koniecko pisał wówczas: Wszystko więc, cokolwiek w tych sprawach św. w czasie odszczepieństwa czyni, jest podług naszej wiary św. świętokradztwem i grzechem okropnym, a co się tyczy spowiedzi jest jego rozgrzeszenie nieważnem. Po akcji potajemnej kolportacji Katolika parafianie zaczęli uczęszczać do kościołów w sąsiednich wioskach. Kenty wówczas założył sprawę u prokuratora w wyniku czego zarówno niektórzy mieszkańcy Boronowa, jak również ksiądz Koniecko i redaktor Katolika Karol Miarka zostali skazani na kilkumiesięczne kary więzienia.
W roku 1934 do parafii włączono przysiółek Doły, który do tej pory należał do parafii w Sadowiu. Cztery lata później założono przy parafii Towarzystwo Śpiewacze „Wanda”, które działało do 1939 roku.

## Cmentarz

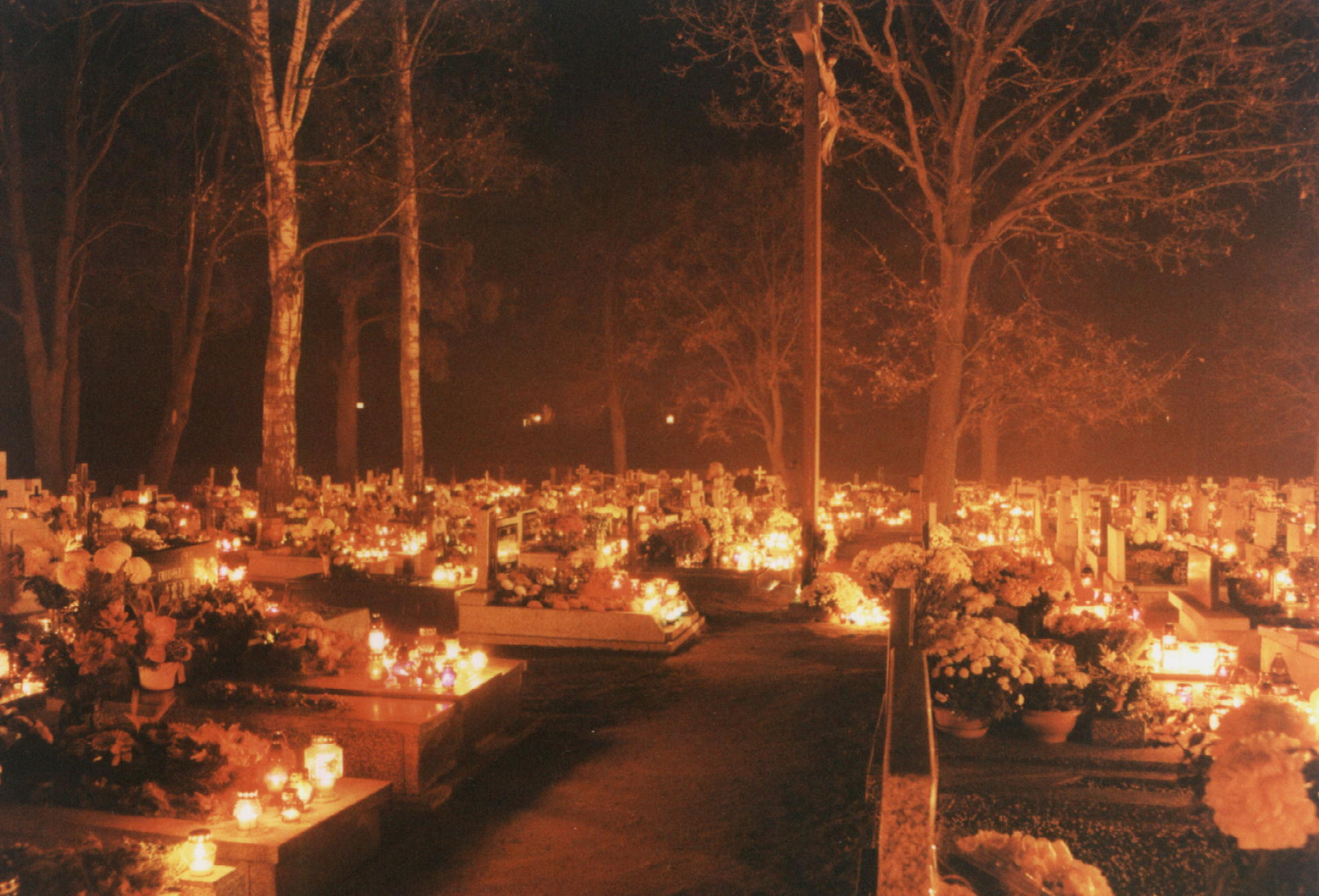
Cmentarz w dniu Wszystkich Świętych

Przy kościele znajduje się cmentarz, na którym znajduje się ponad 2000 grobów mieszkańców parafii. W najstarszym grobie z 1855 r., ulokowanym w pobliżu bramy cmentarnej, pochowany został kuratus Emil Schabon. Poza tym, najstarsze nagrobki pochodzą z lat 20. XX wieku. Po stronie południowej cmentarza znajduje się grób nieznanego żołnierza z poległymi w kampanii z września 1939 roku 5 polskimi żołnierzami, a w północnej części mogiła zbiorowa poległych w 1945 roku żołnierzy niemieckich.

W roku 1993 przy cmentarzu wybudowana została kaplica przedpogrzebowa.
Od lat 60. XX wieku do końca lat 90. w parafii przy proboszczu urzędowali wikariusze. Obecnie w parafii jest tylko jedna osoba duchowna.

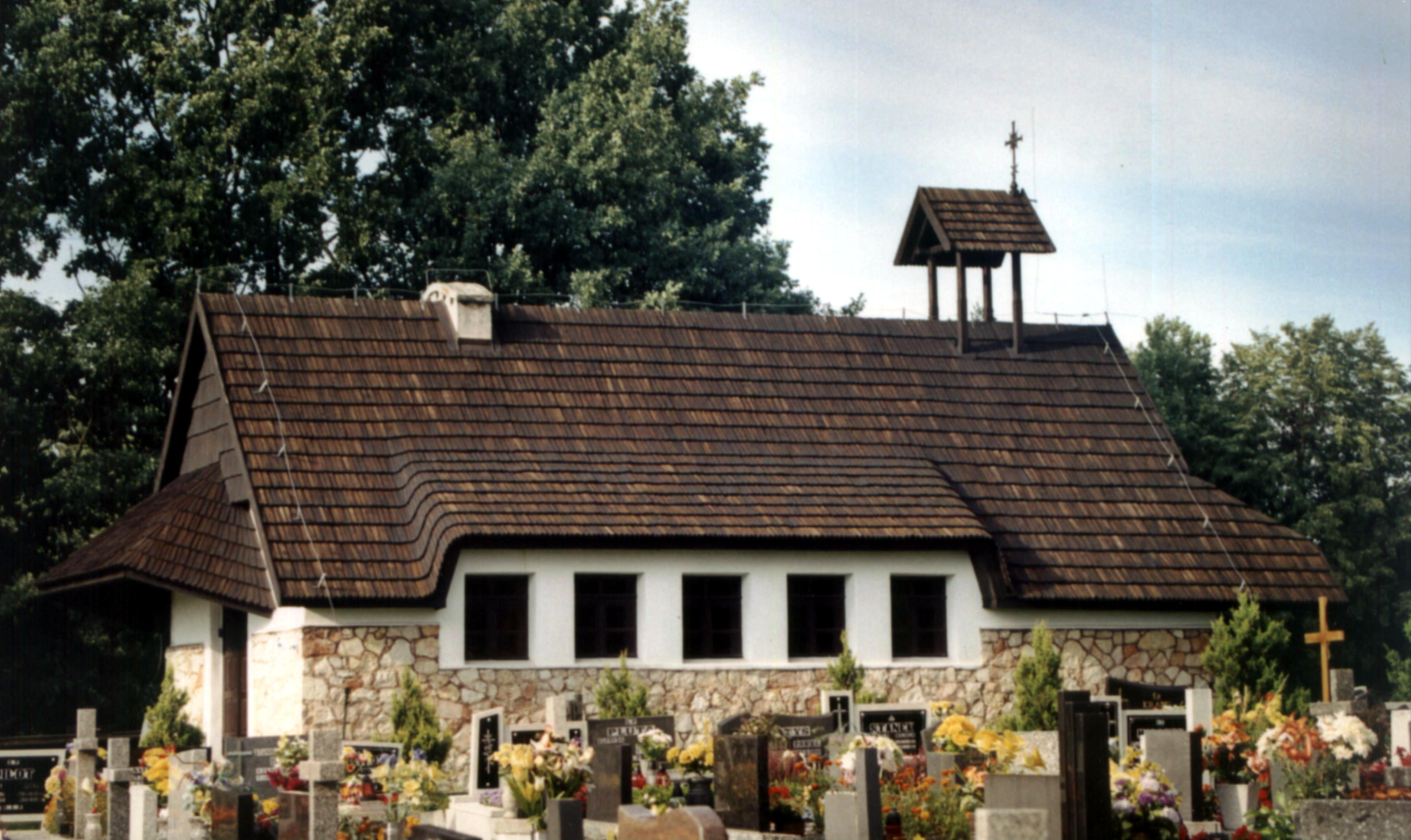
kaplica przedpogrzebowa
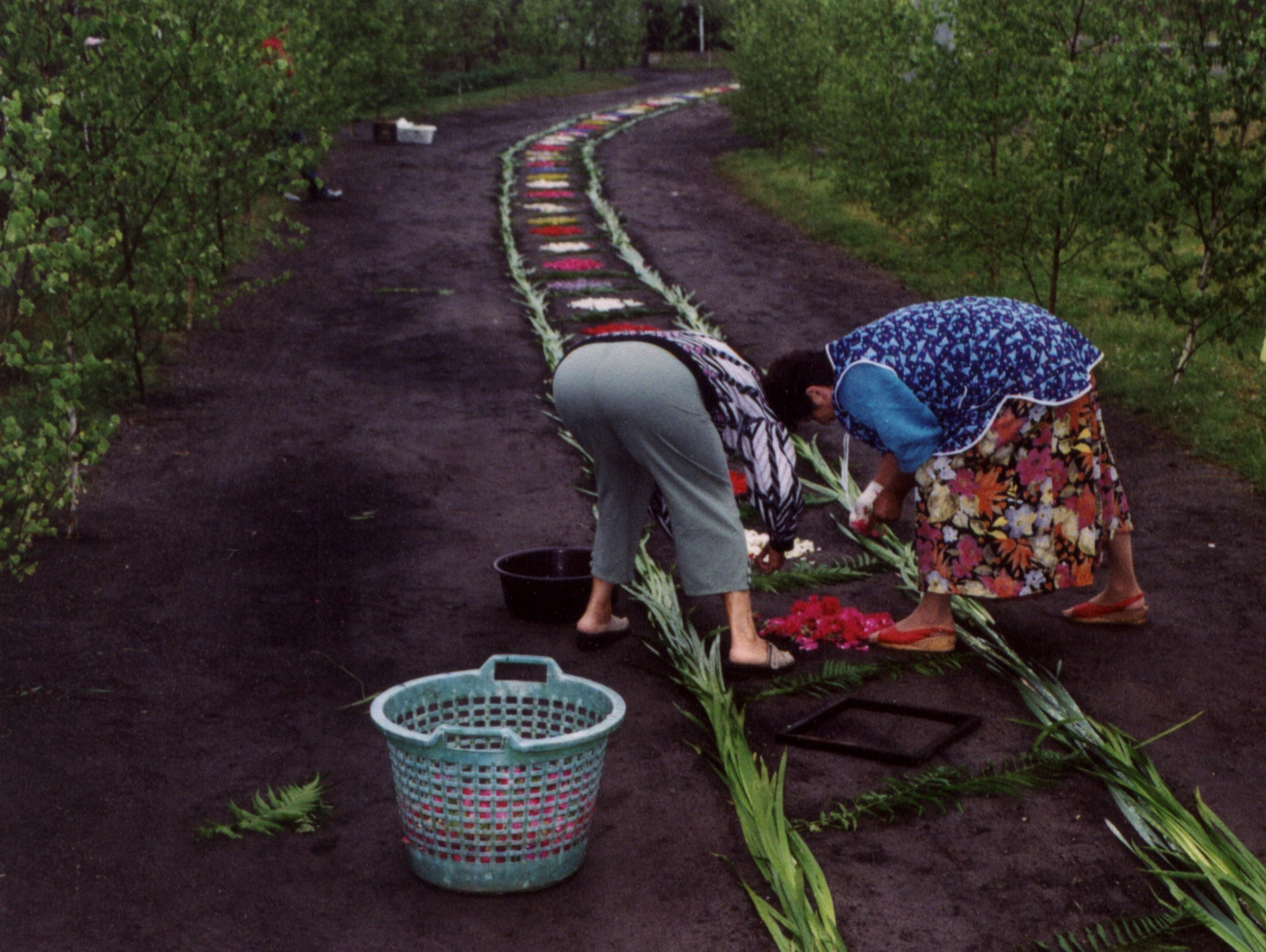
Przygotowania do procesji Bożego Ciała

## Kapliczki na terenie parafii

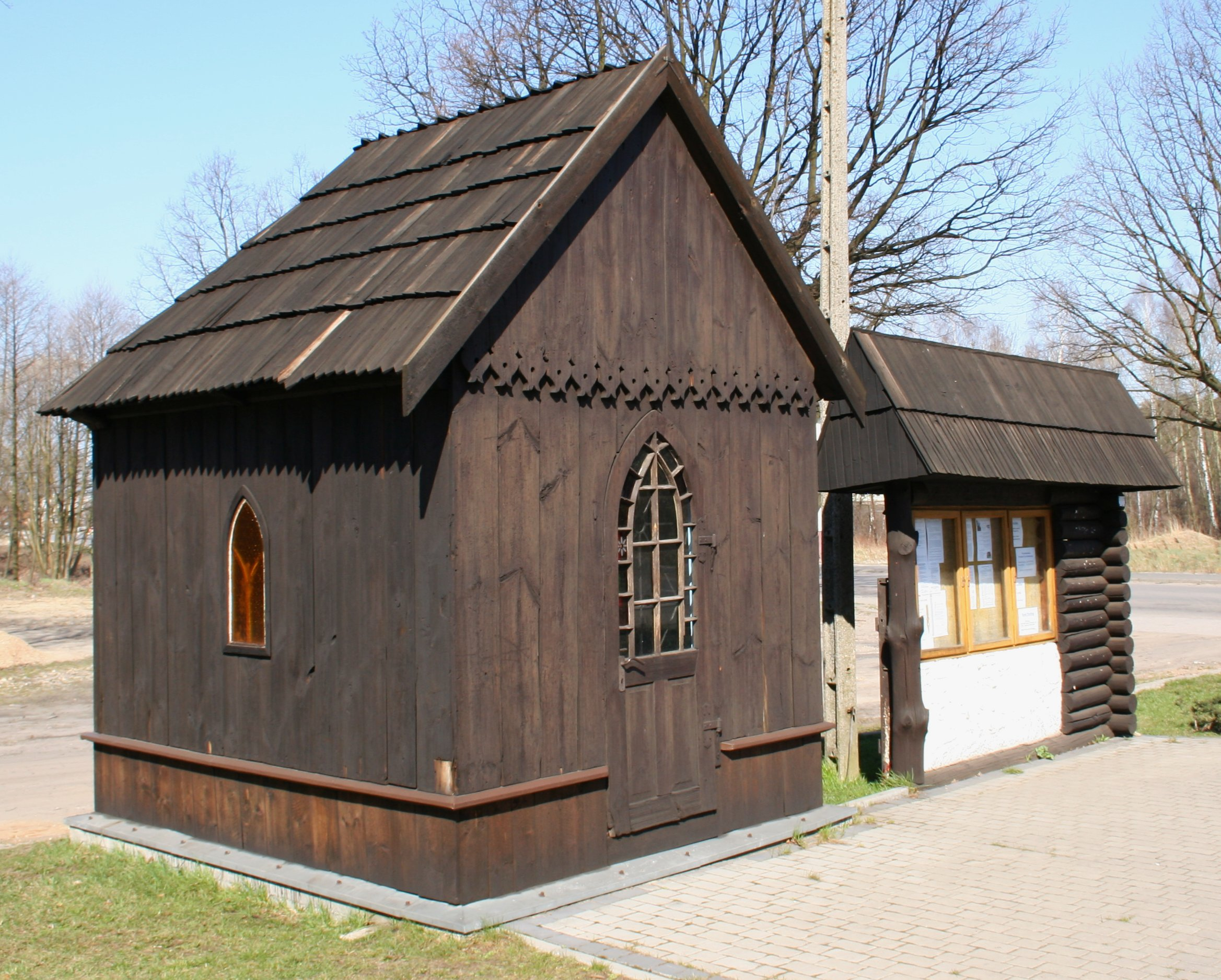
Kapliczka św. Jana Nepomucena w pobliżu kościoła

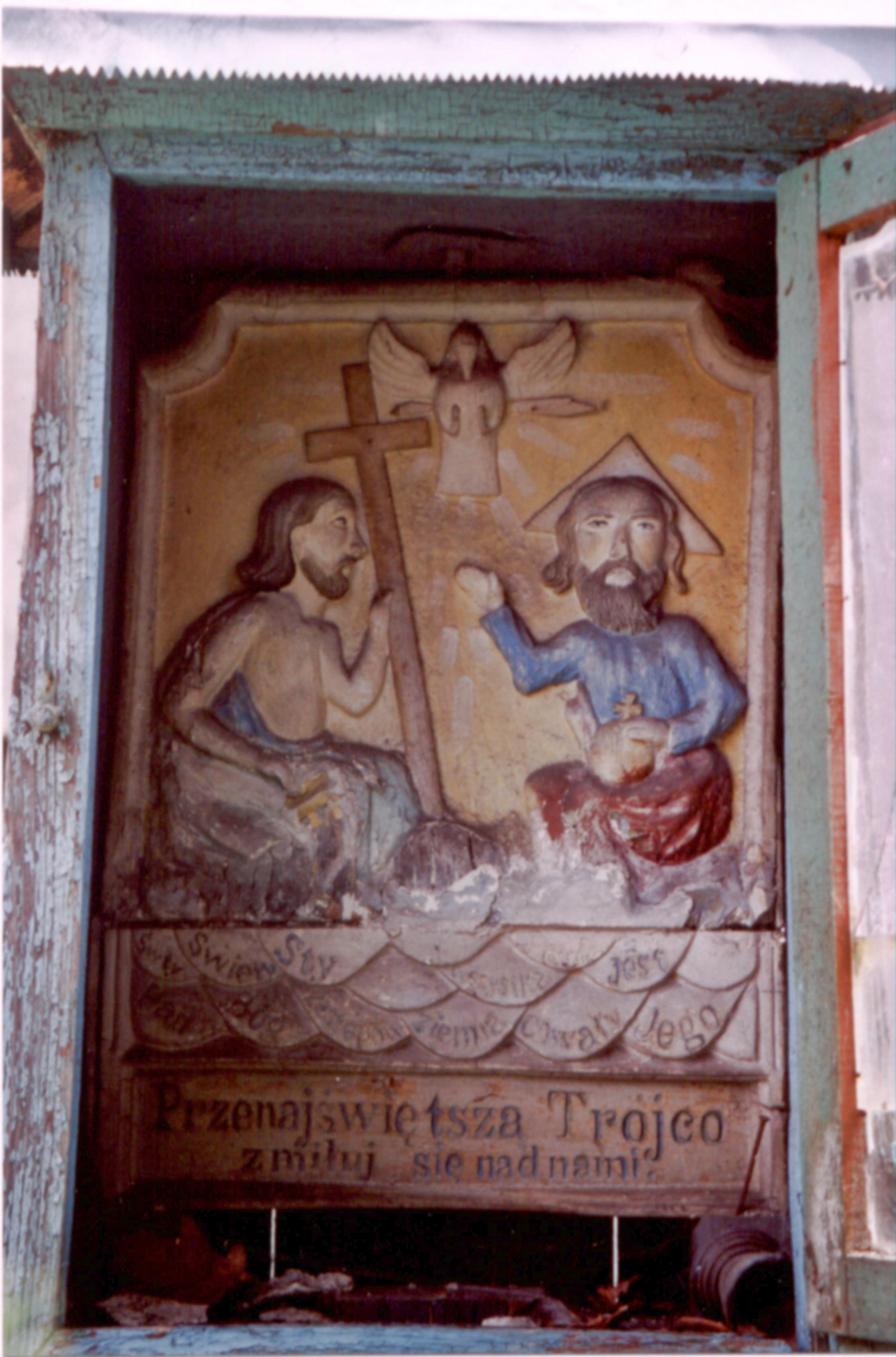
Wnętrze kapliczki autorstwa Jana Kulisza z początku XX w

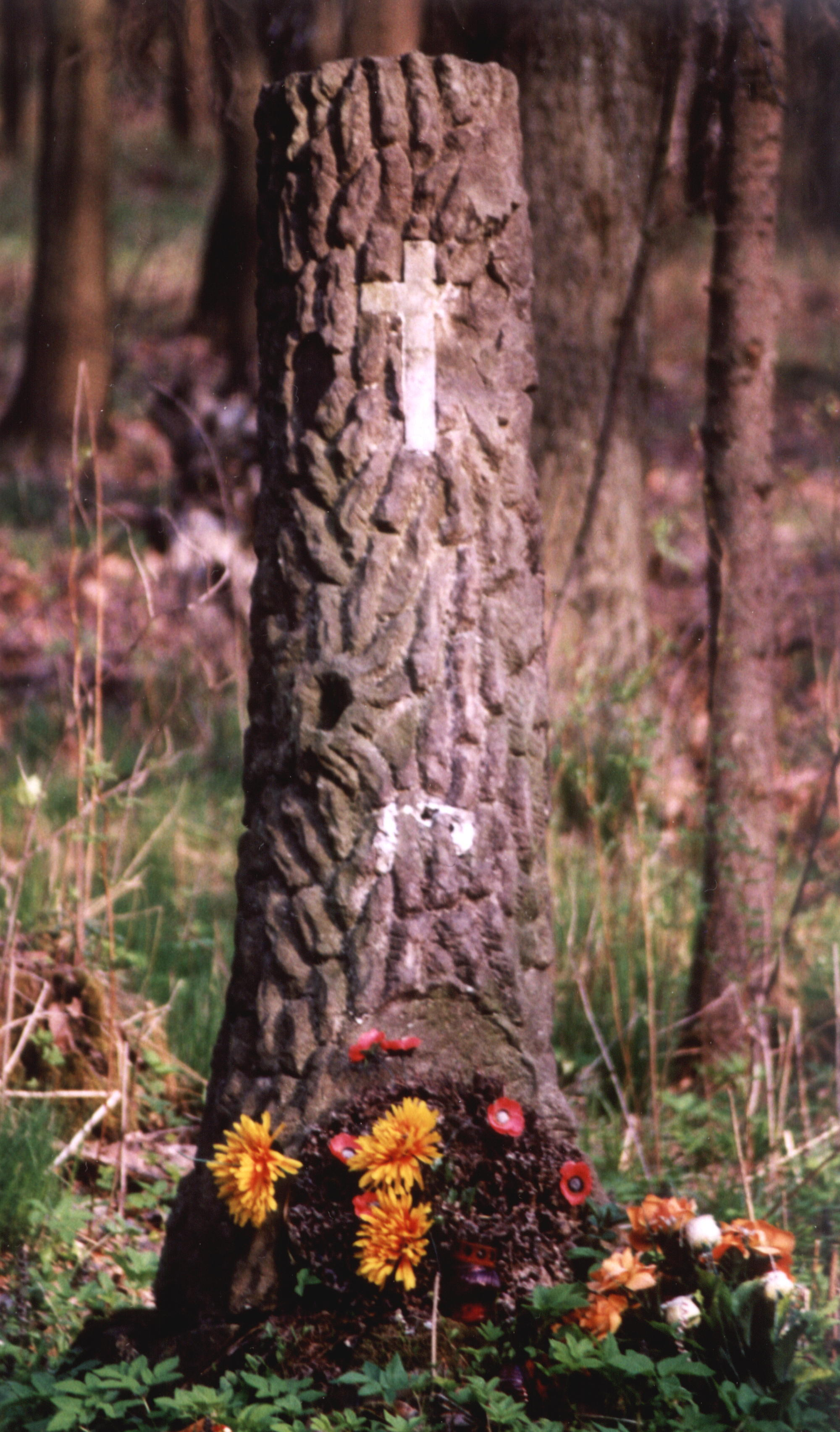
Murowana kapliczka słupowa w kształcie pnia przy drodze z Boronowa do Koszęcina

Na terenie parafii znajduje się ponad 30 kapliczek i krzyży przydrożnych. Kilka z nich to obiekty zabytkowe, jak kapliczka św. Jana Nepomucena w Dębowej Górze, kapliczka Trójcy Świętej w dzielnicy Zamoście, kapliczka św. Barbary w dzielnicy Piasek, niegdyś umiejscowiona w Zumpach, gdzie mieściła się kopalnia rud żelaza.
Znaczna część kapliczek ma charakter kapliczek dziękczynnych i stawiana była np. na własnych posesjach przez mieszkańców. Kapliczkami w Dębowej Górze opiekowali się mieszkający w pobliskich lasach pustelnicy. Jeden z tychże pustelników odbył w połowie XVIII wieku pielgrzymkę do Rzymu, skąd przyniósł do kościoła w Boronowie święte relikwie. W roku 1750 Kuria Rzymska wystawiła dokument potwierdzający to wydarzenie.
Kapliczki znajdujące się w Boronowie są miejscami, przy których corocznie prowadzona jest procesja Bożego Ciała. Ze względu na dużą liczbę kapliczek, jak i kształt wioski, będącej wielodrożnicą, trasa procesji jest co roku inna.

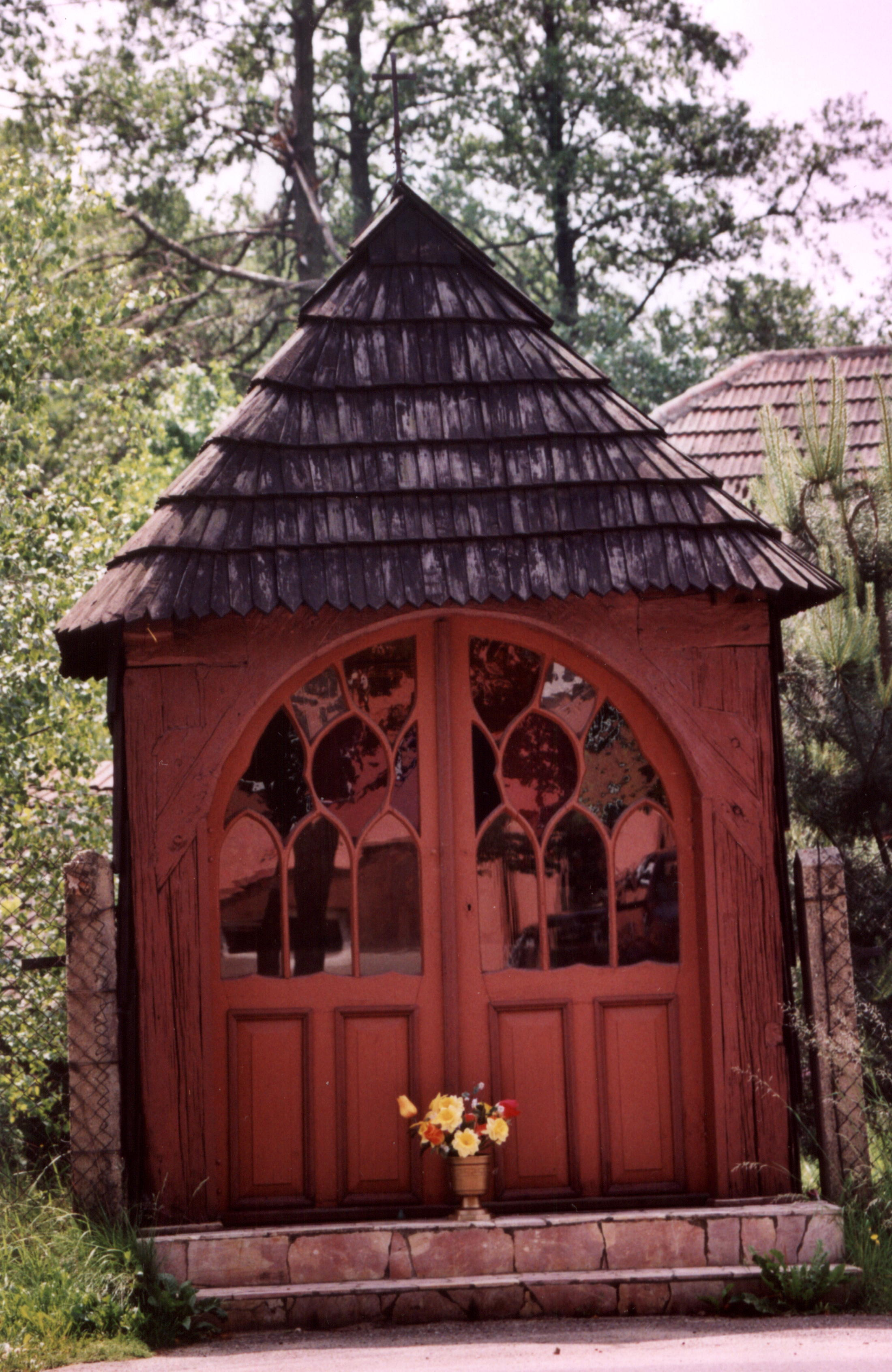
kapliczka św. Barbary w dzielnicy Piasek
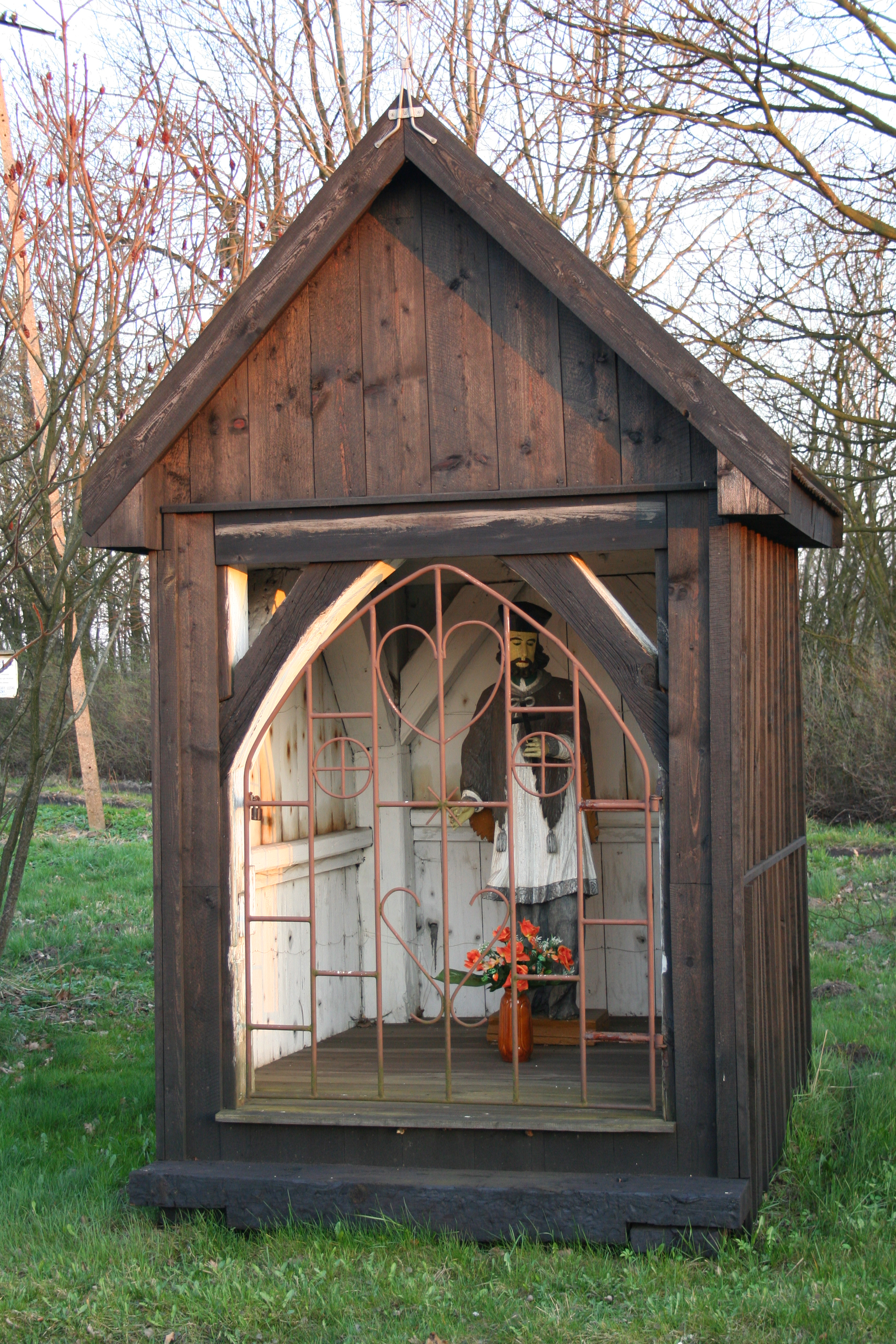
Kapliczka św. jana Nepomucena w Dębowej Górze
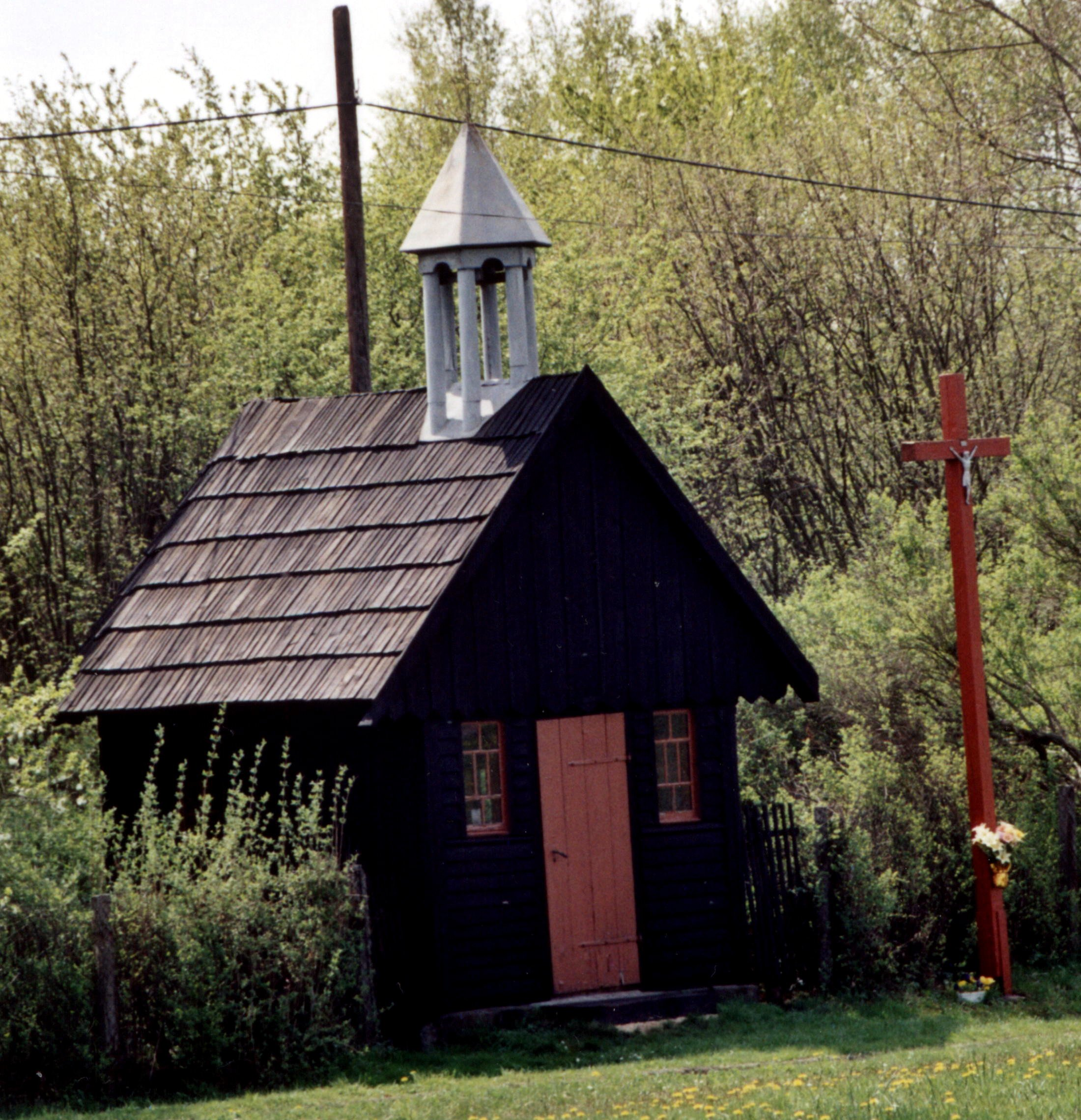
Kapliczka z XVIII wieku w Dębowej Górze

## Grupy parafialne
Rada Parafialna, Bractwo Różańcowe, Koło Przyjaciół Radia Maryja, Biblioteka parafialna, Dzieci Maryi, Legion Maryi, Oaza, Franciszkański Zakon Świeckich

## Instytucje działające dawniej lub obecnie przy parafii
- Bractwo Różańcowe (od 1755 – reaktywowane w latach 90. XX wieku)
- Bractwo Trzeźwości (1851–1931)
- Rada parafialna
- Biblioteka parafialna
- Dzieci Maryi
- Legion Maryi
- Oaza
- Franciszkański Zakon Świeckich

## Literatura
- Damian Gołąbek, Kościół i parafia N.M.P. Królowej Różańca św. w Boronowie, Boronów 2002. ISBN 83-914110-1-X